# Receptor 5-HT1E
El receptor 1E de serotonina (5-hidroxitriptamina, abreviado 5-HT1E) es una proteína de membrana que actúa como receptor acoplado a proteínas G dentro de la familia de receptores 5-HT1 (receptor de serotonina acoplado a Gi). El gen humano se denomina HTR1E y es un gen altamente expresado. Las ratas y los ratones carecen del gen del receptor 5-ht1E.
El receptor 5-HT1E se detectó por primera vez en las membranas del cerebro humano en estudios de unión de radioligandos donde se reportó que el [3H]5-HT estaba activo en presencia de agentes bloqueadores para otros subtipos de 5-HT1. Inicialmente se pensó que era el receptor 5-HT1D pero su novedad farmacológica la identificó como un nuevo receptor de serotonina.

## Función
Se desconoce la función específica del receptor 5-HT1E debido a la falta de herramientas farmacológicas selectivas, anticuerpos específicos y modelos animales permisivos. El gen del receptor 5-HT1E carece de polimorfismos entre los humanos (pocas mutaciones), lo que indica un alto grado de conservación evolutiva de la secuencia genética, lo que sugiere que el receptor 5-HT1E tiene un papel fisiológico importante en los humanos. Se plantea la hipótesis de que el receptor 5-HT1E está involucrado en la regulación de la memoria en humanos debido a la gran abundancia de receptores en la corteza frontal, el hipocampo y el bulbo olfatorio, todos los cuales son regiones del cerebro integrales para la regulación de la memoria.
Este receptor es único entre los receptores de serotonina en el sentido de que no se sabe si se expresa en especies de ratas o ratones, todas las cuales carecen del gen que codifica el receptor 5-HT1E. Sin embargo, los genomas del cerdo, del mono rhesus y de varios lagomorfos (incluido el conejo), así como del conejillo de Indias, codifican cada uno un gen homólogo del receptor 5-HT1E. El conejillo de Indias es el candidato más probable para futuros estudios de la función del receptor 5-HT1E in vivo. Se ha confirmado farmacológicamente la expresión de receptores 5-HT1E en cerebro de cobayo; los patrones de expresión del receptor 5-HT 1E de los cerebros humanos y de cobayos parecen ser similares. En la corteza cerebral humana, la expresión de 5-HT1E sufre una marcada transición durante la adolescencia, de forma que está fuertemente correlacionada con la expresión de 5-HT1B.
El receptor se ha estudiado en el contexto de alteraciones que podrían predecir conductas suicidas, y atenuar actitudes agresivas.

## Estructura
El receptor se distingue de otros receptores 5-HT1 por su baja afinidad por la 5-Carboxamidotriptamina. El homólogo del conejillo de indias comparte un 88% de nucleótidos y un 95% de homología en secuencia de aminoácidos con el receptor humano. El receptor más estrechamente relacionado con el 5-HT1E es el receptor 5-HT1F. Comparten una homología de secuencia de aminoácidos del 57% y tienen algunas características farmacológicas en común. Ambos receptores están acoplados a G i (inhiben la actividad de la adenilato ciclasa) y ambos receptores tienen altas afinidades por la 5-HT y bajas afinidades por la 5-carboxiamidotriptaína y la mesulergina. Sin embargo, debido a las grandes diferencias en los patrones de expresión del cerebro, es poco probable que estos receptores medien funciones similares en humanos. Por ejemplo, los receptores 5-HT1E son abundantes en el hipocampo pero no son detectables en el cuerpo estriado (caudado y putamen del cerebro humano), mientras que ocurre lo contrario con el receptor 5-HT1F. Por lo tanto, las conclusiones sobre la función del receptor 5-HT 1E no pueden atribuirse a la función del receptor 5-HT1F y viceversa.